# عیسی می‌آید
عیسی می‌آید فیلمی به کارگردانی و تهیه‌کنندگی علی ژکان و نویسندگی علی ژکان و شهریار مندنی‌پور ساخته سال ۱۳۸۰ است.

## خلاصه فیلم
عیسی اسیر ایرانی، از اردوگاه اسارت عراقی‌ها می‌گریزد و به سمت مرز ایران حرکت می‌کند و…

## بازیگران و نقشها
| بازیگر          | نقش                |
| --------------- | ------------------ |
| رضا کیانیان     | سلطان سلام خدابنده |
| شیلا خداداد     | مرجان              |
| رضا افشار       | عیسی               |
| مجید عبدالعظیمی | فرمانده عراقی      |
| آیدا تبیانیان   | حنا                |
| علی اصغر طبسی   | رهگذر افلیج        |

## جشنواره‌ها
فیلم عیسی می‌آید در جشنواره‌های زیر حضور داشته است.
- جشنواره فیلم فجر ـ دوره بیست (۱۳۸۰)
- جشنواره دفاع مقدس ـ دوره نهم (۱۳۸۱)
- جشنواره بین‌المللی فیلم دهلی نو ـ دوره سی و سوم (۱۳۸۱)